# Garrett Morgan

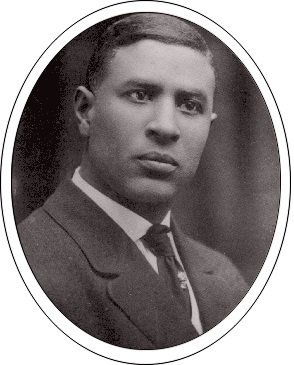
Garrett Morgan

Garrett Augustus Morgan (* 4. März 1877 in Claysville, Kentucky; † 27. Juli 1963 in Cleveland) war ein US-amerikanischer Erfinder. Zu seinen Erfindungen zählen eine Art Gasmaske und eine handbediente Ampel.

## Leben
Er war das siebte von elf Kindern von Eliza Reed und Sydney Morgan, beides befreite Sklaven. Als 14-Jähriger zog er nach Cincinnati, wo er als Gehilfe für einen reichen Bürger arbeitete. 1895 kam er nach Cleveland, wo er als Autodidakt Nähmaschinenmechaniker wurde. 1907 eröffnete er eine automatisierte Schneiderei. Schon 1909 hatte er 32 Angestellte. Auf der Suche nach einem Schutz gegen Ansengung des Materials, wie es durch schnell arbeitende Nadeln passieren konnte, entdeckte er zufällig ein Haarglättungsmittel. 1913 gründete er die G. A. Morgan Hair Refining Company, um seine Entwicklung zu vermarkten.
Am 13. Oktober 1914 wurde ihm ein Patent für seine Gasmaske erteilt. Schon 1912 hatte er mit anderen Geschäftsleuten zusammen die National Safety Device Company gegründet, die sein auf dem Patent basierendes Modell Morgan National Safety Hood nun herstellte. Noch im Oktober 1914 demonstrierte er die Wirksamkeit seiner Maske, indem er 20 Minuten in einem durch verbrannten Teer, Schwefel, Formaldehyd und Dung verqualmten Zelt verbrachte. Dabei gab er sich als ein indianischer Ureinwohner, Big Chief Mason aus, damit seine Erfindung nicht unter der Diskriminierung gegen Schwarze zu leiden hatte.

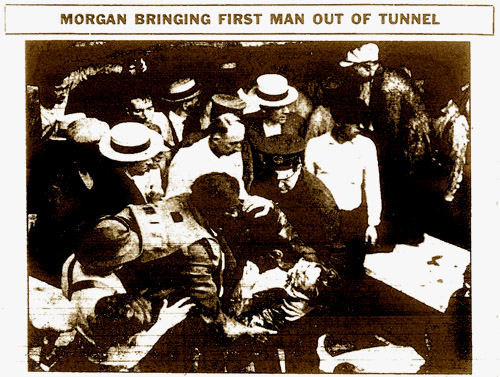
Morgan bei der Rettung

Am 14. Juli 1916 stießen Arbeiter in einem Tunnel unter dem Eriesee auf eine Gasblase. Es kam zu einer Explosion und der Tunnel füllte sich mit giftigen Dämpfen. Ein elf Mann starker Rettungstrupp wurde hinuntergeschickt, kehrte aber nicht zurück, ein 16-köpfiger Trupp wurde hinterhergeschickt, aber auch dieser fiel dem Gas zum Opfer. Ein weiterer Versuch mit improvisiertem Atemschutz musste abgebrochen werden, die Dämpfe waren zu stark. Morgan wurde um Hilfe gebeten. Dieser wagte zusammen mit seinem Bruder Frank und zwei weiteren Männern den Abstieg. Sie konnten mehrere Männer retten. Als die Kunde von dem Vorfall die Runde machte, verlor Morgan einige Kunden in den Südstaaten, die so erfahren hatten, dass er ein Schwarzer war. Im Ersten Weltkrieg kamen Gasmasken nach Morgans Vorbild zum Einsatz. Neben Morgan gilt auch der kanadische Arzt Cluny MacPherson als Erfinder der Gasmaske im Ersten Weltkrieg.
1922 patentierte Morgan eine automatische Ampel mit Signalarmen. Zum ersten Mal war kein Verkehrspolizist mehr vonnöten, um die Ampel zu betreiben. Kurz vor seinem Tod im Alter von 86 Jahren erfand er die selbstlöschende Zigarette.